# Okręgowe rozgrywki w piłce nożnej woj. olsztyńskiego (1973/1974)
Drużyny z województwa olsztyńskiego występujące w ligach centralnych i makroregionalnych:
- I liga – brak
- II liga – Stomil Olsztyn

Rozgrywki okręgowe:
- III liga okręgowa (III poziom rozgrywkowy)
- klasa A  - 3 grupy (IV poziom rozgrywkowy)
- klasa B - 6 grup (V poziom rozgrywkowy)
- klasa C - podział na grupy (VI poziom rozgrywkowy)
- klasa D (gminna) - podział na grupy (VII poziom rozgrywkowy)

Po kilku latach przerwy, najwyższym poziomem ligowym w województwie była III liga okręgowa. Zwycięzca III ligi grał w eliminacjach do II ligi.

## III liga okręgowa
| Poz. | Klub                   | M  | Pkt. | Bramki |
| ---- | ---------------------- | -- | ---- | ------ |
| 1    | Śniardwy Orzysz        | 26 | 39   | 49-23  |
| 2    | Warmia Olsztyn         | 26 | 37   | 43-18  |
| 3    | Victoria Bartoszyce    | 26 | 33   | 60-38  |
| 4    | Start Nidzica          | 26 | 32   | 40-29  |
| 5    | Granica Kętrzyn        | 26 | 29   | 33-30  |
| 6    | Podchorążak Szczytno   | 26 | 28   | 37-31  |
| 7    | Metalowiec Mrągowo     | 26 | 26   | 41-41  |
| 8    | Gwardia Olsztyn        | 26 | 24   | 38-46  |
| 9    | Jurand Bemowo Piskie   | 26 | 22   | 32-41  |
| 10   | Huragan Morąg          | 26 | 22   | 30-40  |
| 11   | Mazur Pisz             | 26 | 22   | 29-42  |
| 12   | Jeziorak Iława (b)     | 22 | 21   | 36-36  |
| 13   | Łyna Sępopol (b)       | 26 | 19   | 33-41  |
| 14   | Zjednoczenie Biskupiec | 26 | 10   | 19-64  |

- Śniardwy Orzysz nie awansowały do II ligi

## Klasa A

### grupa I
- awans: Sokół Ostróda
- spadek: LZS Rudzienice

### grupa II
- awans:  Polonia Lidzbark Warmiński
- spadek: brak (LZS Bartążek utrzymał się, zwyciężając w turnieju eliminacyjnym)

### grupa III
| Poz. | Klub                       | M  | Pkt. |
| ---- | -------------------------- | -- | ---- |
| 1    | Stal Giżycko (b)           | 22 | 37   |
| 2    | Stomil II Olsztyn (b)      | 22 | 36   |
| 3    | Agrokompleks Kętrzyn (b)   | 22 | 31   |
| 4    | Victoria II Bartoszyce (b) | 22 | 25   |
| 5    | Vęgoria Węgorzewo (b)      | 22 | 24   |
| 6    | Orlęta Reszel (b)          | 22 | 23   |
| 7    | TKKF Barczewo (b)          | 22 | 19   |
| 8    | ZKS Ruciane-Nida (b)       | 22 | 17   |
| 9    | ŻKS Mikołajki (b)          | 22 | 17   |
| 10   | LZS Pierkunowo (b)         | 22 | 16   |
| 11   | POM Giżycko (b)            | 22 | 13   |
| 12   | Łabędź Jeziorany (b)       | 22 | 6    |

- MKŻ Mikołajki od 8. kolejki zastąpił Warmię II Olsztyn, która się wycofała z rozgrywek po 5. kolejce.

## Klasa B
- grupa I - awans: Mechanizator Ostróda
- grupa II - awans: WPGR Gudniki
- grupa III - awans: LZS Kozłowo
- grupa IV - awans: LZS Gągławki
- grupa V -  awans: Orkan Sątopy
- grupa VI -  awans: Jurand Barciany